# Square Two
Square Two – drugi singel południowokoreańskiej grupy Blackpink, wydany 1 listopada 2016 roku przez wytwórnię YG Entertainment. W skład singla weszły dwie piosenki: „Playing with Fire” (kor. 불장난 Buljangnan) oraz „STAY”.

## Tło
25 października 2016 roku YG Entertainment opublikowało teasery przedstawiające Lisę i Jennie, tytuł pierwszej piosenki – „Playing with Fire”, a także liczbę dni do premiery nowego singla. Następnego dnia ukazały się kolejne dwa teasery przedstawiające Jisoo i Rosé. 27 października wytwórnia opublikowała plakaty z tytułem drugiego utworu – „STAY”. 28 października wytwórnia opublikowała na oficjalnej stronie piętnaście zdjęć przedstawiających członkinie BLACKPINK. 30 października YG opublikowało wideo zza kulis kręcenia teledysku do „STAY”, a dzień później – do teledysku „Playing with Fire”. 31 października ukazał się ostatni plakat promocyjny z udziałem wszystkich członkiń grupy.

## Lista utworów
| Nr | Tytuł                                             | Słowa      | Aranżacja               | Kompozycja              | Czas |
| -- | ------------------------------------------------- | ---------- | ----------------------- | ----------------------- | ---- |
| 1. | „Playing with Fire” (kor. 불장난 Buljangnan)      | Teddy Park | Teddy, R.Tee            | R.Tee                   | 3:17 |
| 2. | „STAY”                                            | Teddy Park | Teddy Park, Seo Won-jin | Teddy Park, Seo Won-jin | 3:50 |
| 3. | „Playing with Fire” (kor. 휘파람) (Acoustic Ver.) | Teddy Park | Teddy, R.Tee            | R.Tee                   | 3:32 |

Wersja iTunes
| Nr | Tytuł                                             | Słowa                       | Aranżacja                             | Kompozycja                | Czas |
| -- | ------------------------------------------------- | --------------------------- | ------------------------------------- | ------------------------- | ---- |
| 1. | „Playing with Fire” (kor. 불장난 Buljangnan)      | Teddy Park                  | Teddy, R.Tee                          | R.Tee                     | 3:17 |
| 2. | „STAY”                                            | Teddy Park                  | Teddy Park, Seo Won-jin               | Teddy Park, Seo Won-jin   | 3:50 |
| 3. | „Playing with Fire” (kor. 휘파람) (Acoustic Ver.) | Teddy Park                  | Teddy, R.Tee                          | R.Tee                     | 3:32 |
| 4. | „Whistle” (kor. 휘파람 Hwiparam)                  | B.I, Teddy Park, Bekuh Boom | Teddy Park, Future Bounce, Bekuh Boom | Teddy Park, Future Bounce | 3:31 |
| 5. | „Boombayah” (kor. 붐바야 Bumbaya)                 | Teddy Park, Bekuh Boom      | Teddy Park, Bekuh Boom                | Teddy Park                | 4:00 |

## Notowania
| Lista                        | Pozycja |
| ---------------------------- | ------- |
| Billboard Heatseekers Albums | 13      |
| Billboard World Albums       | 2       |